# Ronde van Frankrijk 2009/Negentiende etappe
De Negentiende etappe van de Ronde van Frankrijk 2009 werd verreden op vrijdag 24 juli 2009 over een afstand van 178 kilometer. De etappe voerde de renners van Bourgoin-Jallieu naar Aubenas. Onderweg waren er twee tussensprints, twee beklimmingen van de vierde categorie en een van de tweede categorie.

## Verloop

### Bergsprint
| Beklimming Côte de Culin na 6,5 km | Beklimming Côte de Culin na 6,5 km | Beklimming Côte de Culin na 6,5 km | 4e cat. 2,6 km à 5,6 % | 4e cat. 2,6 km à 5,6 % |
| Plaats                             | Naam                               | Naam                               | Punten                 |                        |
| Winnaar                            | Thierry Hupond                     | Thierry Hupond                     | 3                      |                        |
| 2                                  | David Loosli                       | David Loosli                       | 2                      |                        |
| 3                                  | Egoi Martínez                      | Egoi Martínez                      | 1                      |                        |

| Beklimming Côte de la forêt de Chambaran na 40,5 km | Beklimming Côte de la forêt de Chambaran na 40,5 km | Beklimming Côte de la forêt de Chambaran na 40,5 km | 4e cat. 3,1 km à 6,4 % | 4e cat. 3,1 km à 6,4 % |
| Plaats                                              | Naam                                                | Naam                                                | Punten                 |                        |
| Winnaar                                             | Geoffroy Lequatre                                   | Geoffroy Lequatre                                   | 3                      |                        |
| 2                                                   | Nicolas Roche                                       | Nicolas Roche                                       | 2                      |                        |
| 3                                                   | Leonardo Duque                                      | Leonardo Duque                                      | 1                      |                        |

| Beklimming Col de l'Escrinet na 162 km | Beklimming Col de l'Escrinet na 162 km | Beklimming Col de l'Escrinet na 162 km | 2e cat. 14 km à 4,1 % | 2e cat. 14 km à 4,1 % |
| Plaats                                 | Naam                                   | Naam                                   | Punten                |                       |
| Winnaar                                | Alessandro Ballan                      | Alessandro Ballan                      | 20                    |                       |
| 2                                      | Laurent Lefèvre                        | Laurent Lefèvre                        | 18                    |                       |
| 3                                      | Egoi Martínez                          | Egoi Martínez                          | 16                    |                       |
| 4                                      | Andy Schleck                           | Andy Schleck                           | 14                    |                       |
| 5                                      | Bradley Wiggins                        | Bradley Wiggins                        | 12                    |                       |
| 6                                      | Alberto Contador                       | Alberto Contador                       | 10                    |                       |

### Tussensprints
| Tussensprint Le Rival na 33 km |                  |        |
| Plaats                         | Naam             | Punten |
| Winnaar                        | Leonardo Duque   | 6      |
| 2                              | Nicolas Roche    | 4      |
| 3                              | Sylvain Chavanel | 2      |

| Tussensprint Saint-Julien-en-Saint-Alban na 141 km |                     |        |
| Plaats                                             | Naam                | Punten |
| Winnaar                                            | Leonardo Duque      | 6      |
| 2                                                  | José Iván Gutiérrez | 4      |
| 3                                                  | José Luis Arrieta   | 2      |

## Uitslag
| Rang | Renner              | Land                | Ploeg              | Tijd     |
| ---- | ------------------- | ------------------- | ------------------ | -------- |
| 1    | Mark Cavendish      | Verenigd Koninkrijk | Columbia           | 3u50'35" |
| 2    | Thor Hushovd        | Noorwegen           | Cervélo            | z.t.     |
| 3    | Gerald Ciolek       | Duitsland           | Milram             | z.t.     |
| 4    | Greg Van Avermaet   | België              | Silence-Lotto      | z.t.     |
| 5    | Óscar Freire        | Spanje              | Rabobank           | z.t.     |
| 6    | Jérôme Pineau       | Frankrijk           | Quick Step         | z.t.     |
| 7    | Fumiyuki Beppu      | Japan               | Skil-Shimano       | z.t.     |
| 8    | Nicolas Roche       | Ierland             | AG2R               | z.t.     |
| 9    | Christophe Le Mével | Frankrijk           | Française des Jeux | z.t.     |
| 10   | Martijn Maaskant    | Nederland           | Garmin             | z.t.     |

## Strijdlustigste renner
| Renner         | Land     | Ploeg   |
| -------------- | -------- | ------- |
| Leonardo Duque | Colombia | Cofidis |

## Algemeen klassement
| Rang | Renner                | Land                | Ploeg                 | Tijd      |
| ---- | --------------------- | ------------------- | --------------------- | --------- |
|      | Alberto Contador      | Spanje              | Astana                | 77u06'18" |
| 2    | Andy Schleck          | Luxemburg           | Team Saxo Bank        | op 04'11" |
| 3    | Lance Armstrong       | Verenigde Staten    | Astana                | op 05'21" |
| 4    | Bradley Wiggins       | Verenigd Koninkrijk | Team Garmin           | op 05'36" |
| 5    | Andreas Klöden        | Duitsland           | Astana                | op 05'38" |
| 6    | Fränk Schleck         | Luxemburg           | Team Saxo Bank        | op 05'59" |
| 7    | Vincenzo Nibali       | Italië              | Liquigas              | op 07'15" |
| 8    | Christian Vande Velde | Verenigde Staten    | Team Garmin           | op 10'08" |
| 9    | Christophe Le Mével   | Frankrijk           | La Française des Jeux | op 12'37" |
| 10   | Mikel Astarloza       | Spanje              | Euskaltel-Euskadi     | op 12'38" |

## Nevenklassementen

### Puntenklassement
| Rang | Renner         | Land                | Ploeg         | Punten |
| ---- | -------------- | ------------------- | ------------- | ------ |
|      | Thor Hushovd   | Noorwegen           | Cervélo       | 260    |
| 2    | Mark Cavendish | Verenigd Koninkrijk | Team Columbia | 235    |
| 3    | Gerald Ciolek  | Duitsland           | Team Milram   | 148    |

### Bergklassement
| Rang | Renner            | Land      | Ploeg             | Punten |
| ---- | ----------------- | --------- | ----------------- | ------ |
|      | Franco Pellizotti | Italië    | Liquigas          | 196    |
| 2    | Egoi Martínez     | Spanje    | Euskaltel-Euskadi | 135    |
| 3    | Pierrick Fédrigo  | Frankrijk | Bouygues          | 99     |

### Jongerenklassement
| Rang | Renner          | Land      | Ploeg          | Tijd      |
| ---- | --------------- | --------- | -------------- | --------- |
|      | Andy Schleck    | Luxemburg | Team Saxo Bank | 77u10'29" |
| 2    | Vincenzo Nibali | Italië    | Liquigas       | op 03'04" |
| 3    | Roman Kreuziger | Tsjechië  | Liquigas       | op 09'57" |

### Ploegenklassement
| Rang | Ploeg            | Land             | Tijd       |
| ---- | ---------------- | ---------------- | ---------- |
|      | Astana           | Kazachstan       | 229u55'00" |
| 2    | Team Garmin      | Verenigde Staten | op 16'14"  |
| 3    | AG2R-La Mondiale | Frankrijk        | op 23'45"  |

1e etappe ·
2e etappe ·
3e etappe ·
4e etappe ·
5e etappe ·
6e etappe ·
7e etappe ·
8e etappe ·
9e etappe ·
10e etappe ·
11e etappe ·
12e etappe ·
13e etappe ·
14e etappe ·
15e etappe ·
16e etappe ·
17e etappe ·
18e etappe ·
19e etappe ·
20e etappe ·
21e etappe
Startlijst · Eindstanden · Afbeeldingen